# Cantarell (aardolieveld)

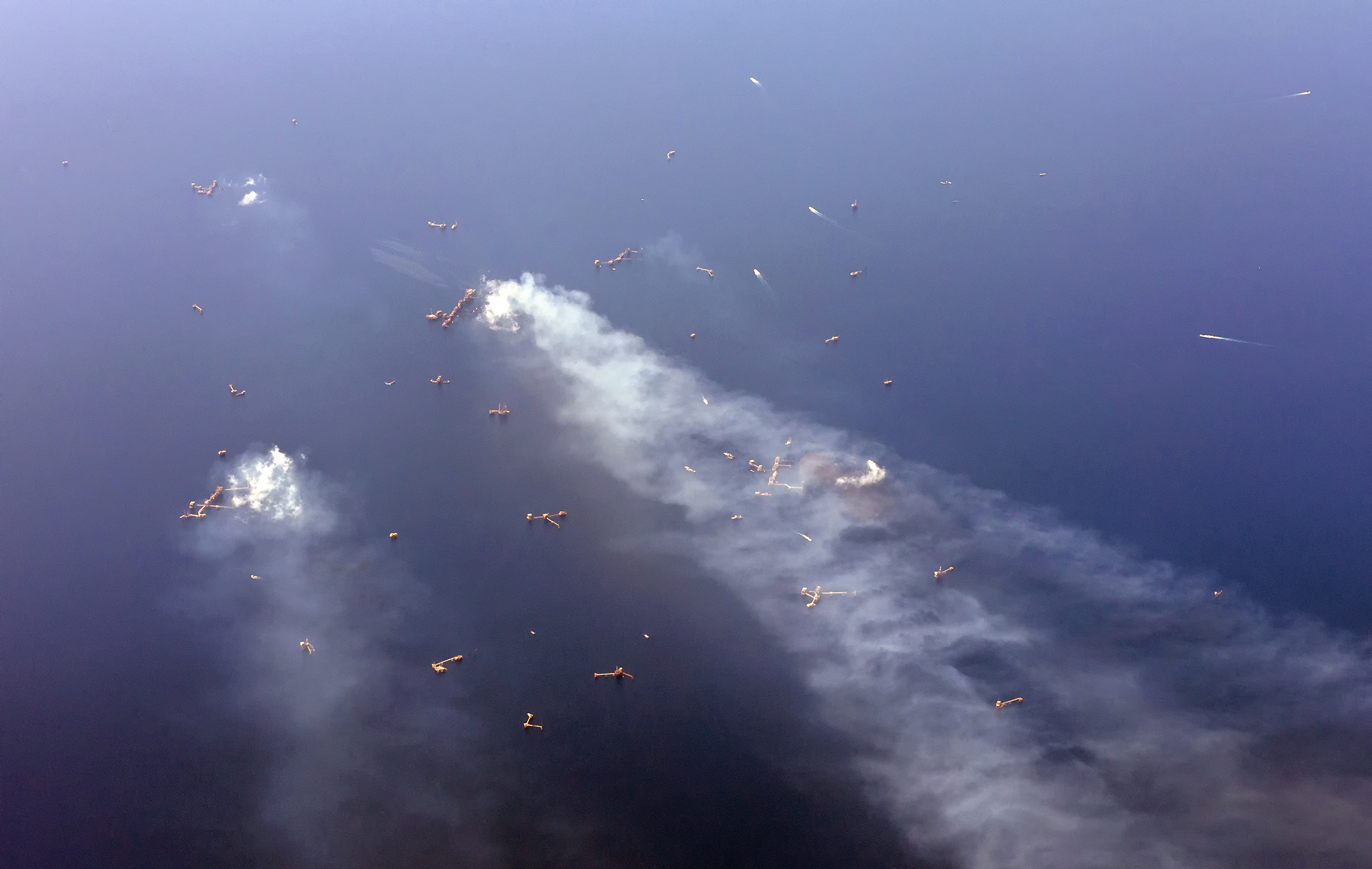
Cantarell

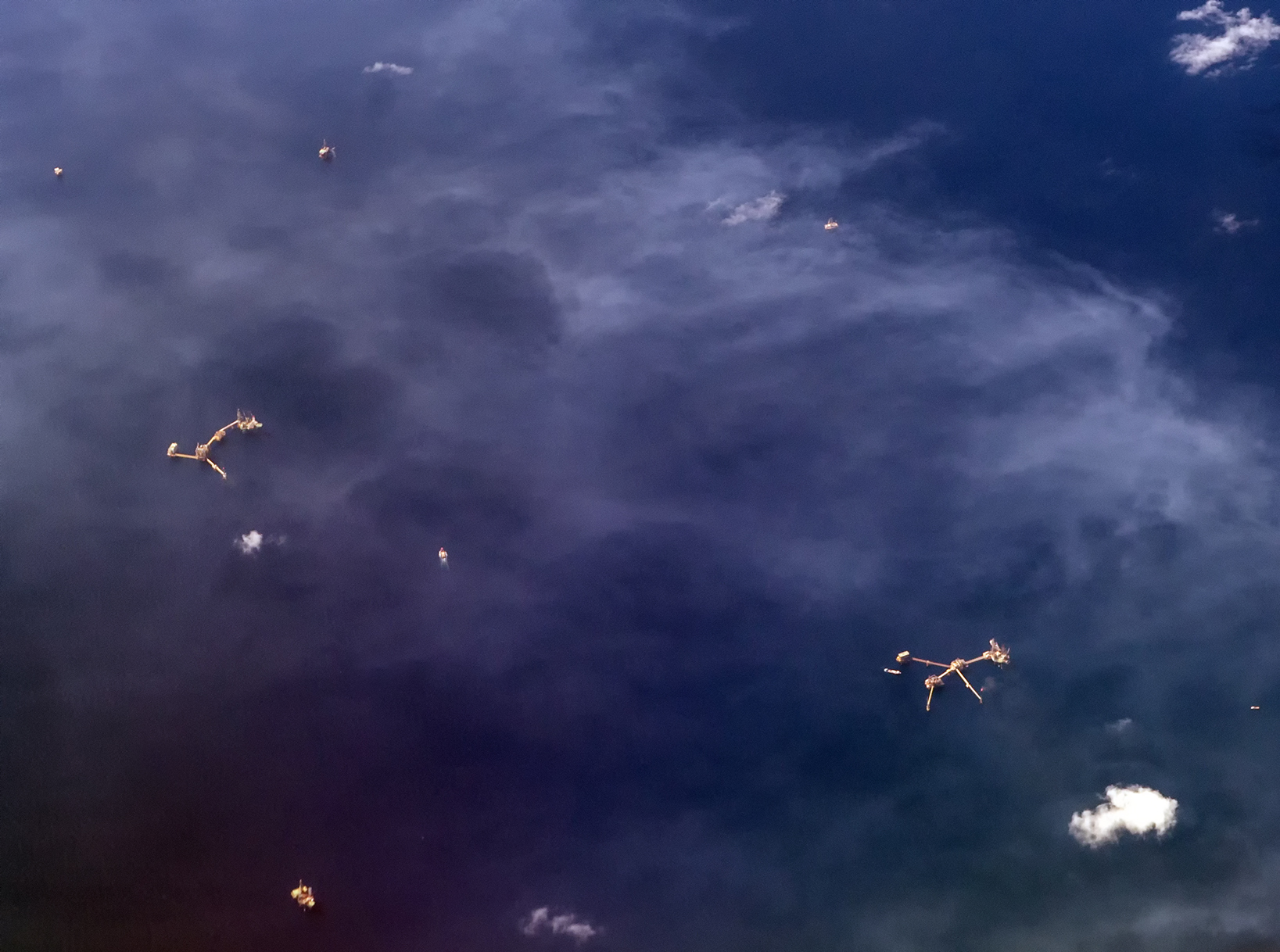
Cantarell

Het aardolieveld Cantarell (Complejo Cantarell) was tot 2009 het grootste olieveld in Mexico en een van de grootste in de wereld. Het werd in 1976 ontdekt na aanwijzingen van een visser, Rudesindo Cantarell. Het was het grootste olieveld van PEMEX, maar na 2009 is Ku-Maloob-Zaap het productiefste veld van Mexico geworden.

## Ligging en productie
Het veld ligt in de Golf van Campeche, 80 kilometer uit de kust, ten noorden van Ciudad del Carmen. Het complex bestaat uit vier grote velden: Akal – veruit het grootste – Nohoch, Chac en Kutz. De reservoirs zijn gevormd van carbonaat breccie van Laat-Krijt, het puin dat gevormd werd door de meteorietinslag die de Chicxulubkrater vormde. Het recent ontdekte Sihil (1-1,5 miljard vaten) bevat lichte olie in Jura formaties onder de andere reservoirs en is een apart veld. De productiepiek van Cantarell lag in 2004.

## Ontwikkeling
Het eerste veld werd ontdekt in 1976 en in 1981 produceerde Cantarell al 1,16 miljoen vaten (180.000m³) per dag. De productie daalde echter tot 1 miljoen vaten (160.000 m³) per dag in 1995. In 2000 begon een project om stikstof te injecteren, waardoor de productie steeg tot 1,6 miljoen vaten per dag (250.000 m³/d), 1,9 miljoen vaten per dag (300.000 m³/d) in 2002 en 2,1 miljoen vaten per dag (330.000 m³/d) in 2003, waarmee Cantarell het op een na snelst producerende olieveld ter wereld is, na Ghawar in Saoedi-Arabië. De stikstof die gebruikt wordt om in het veld te injecteren wordt geleverd door de grootste stikstoffabriek ter wereld.

## Productie
Luis Ramírez Corzo, hoofd van PEMEX's exploratie- en productiedivisie, kondigde op 12 augustus 2004 aan dat de productie van Cantarell sterk gaat dalen vanaf 2006 met 14% per jaar. In maart 2006 werd gemeld dat Cantarell zijn piek al had gehad, nadat 2005 het tweede opeenvolgende jaar van dalende productie was geweest. In 2006 daalde volgens Jesús Reyes Heroles González Garza, de directeur-generaal van PEMEX, de productie met 13,1%.
Om de productie van ruwe olie in de Golf van Campeche op peil te houden, ontwikkelt PEMEX het olieveld Ku-Maloob-Zaap in een naastliggend gebied. Dit kan aangesloten worden op de bestaande infrastructuur van Cantarell. Ku-Maloob-Zaap produceert vanaf 2009 ruim 0,8 miljoen vaten per dag. In januari 2009 maakte PEMEX bekend dat Ku-Maloob-Zaap Cantarell in productie per dag heeft voorbijgestreefd.
In de tabel hieronder staat een overzicht van de olieproductie uit het veld sinds 2002.
| Jaar | Totale olieproductie PEMEX | Productie Cantarell | Aandeel Cantarell in totaal | Mutatie jaarproductie Cantarell |
| ---- | -------------------------- | ------------------- | --------------------------- | ------------------------------- |
| 2002 | 3177,1                     | 1902,3              | 60%                         | n.b.                            |
| 2003 | 3370,9                     | 2122,8              | 63%                         | 12%                             |
| 2004 | 3382,9                     | 2136,4              | 63%                         | 1%                              |
| 2005 | 3333,3                     | 2035,3              | 61%                         | 5%                              |
| 2006 | 3255,6                     | 1800,9              | 55%                         | 12%                             |
| 2007 | 3075,7                     | 1490,5              | 48%                         | 17%                             |
| 2008 | 2791,6                     | 1039,5              | 37%                         | 30%                             |
| 2009 | 2601,5                     | 684,8               | 26%                         | 34%                             |
| 2010 | 2577,0                     | 558,0               | 22%                         | 19%                             |
| 2011 | 2552,6                     | 500,7               | 20%                         | 10%                             |
| 2012 | 2547,9                     | 454,1               | 18%                         | 9%                              |
| 2013 | 2522,1                     | 439,8               | 17%                         | 3%                              |
| 2014 | 2428,8                     | 374,9               | 15%                         | 15%                             |
| 2015 | 2267                       | 273                 | 12%                         | 27%                             |
| 2016 | 2154                       | 216                 | 10%                         | 21%                             |
| 2017 | 1948                       | 177                 | 9%                          | 18%                             |
| 2018 | 1833                       | 161                 | 9%                          | 9%                              |
| 2019 | 1701                       | 159                 | 9%                          | 1%                              |

Het veld is een belangrijke producent van aardgas. In 2018 was het aandeel in de totale gasproductie van PEMEX zo'n 20% en het was daarmee het grootste gasveld van het bedrijf.